# Paks
Paks – miasto w środkowych Węgrzech, w komitacie Tolna, port nad Dunajem. Liczy ponad 20,1 tys. mieszkańców (2010). Koło miasta położona jest elektrownia jądrowa Paks.

## Historia
Około 5 km na północ od centrum miasta wznosiło się rzymskie miasto Lussunium. W średniowieczu powstała tu wieś rybacka nad Dunajem. Z uwagi na urodzajność ziemi zaczęto tu sadzić drzewa owocowe oraz uprawiać zboża. Koniunktura gospodarcza na Węgrzech w XVIII wieku przyniosła rozwój także Paksowi, który stał się ośrodkiem handlu bydłem i płodami rolnymi. W 1788 wybudowano tu okazały kościół kalwiński. W 1803 urodził się tu węgierski bohater narodowy – Ferenc Deák (w jego domu rodzinnym funkcjonuje izba pamięci). W początku XIX wieku uruchomiono żeglugę parową na Dunaju, co było kolejnym asumptem do rozwoju miasta. Paks stał się jedną z ważniejszych przystani na południe od Budapesztu. W dni targowe odchodziło stąd kilkanaście parowców na dobę, a w zwykłe kilka. Wywożono nimi m.in. zboża, owoce i warzywa, a także słynące z wielkości i smaku lokalne orzechy włoskie. Do dziś zachowała się stara przystań i karczma dla oczekujących na statki. 
Po II wojnie światowej zbudowano tu zakłady przetwórstwa spożywczego. W 1974 otwarto pierwszą węgierską elektrownię atomową, budowaną przy udziale polskich specjalistów budownictwa. Od 2003 w mieście odbywa się szachowy turniej pamięci György Marxa.

## Gospodarka
W mieście rozwinął się przemysł maszynowy, metalowy oraz spożywczy.

## Miasta partnerskie
- Gubin
- Galanta
- Târgu Secuiesc
- Loviisa
- Nowoworoneż